# Barbus antinorii
Barbus antinorii là một doubtfully distinct cá vây tia loài trong họ Cyprinidae.
Nó chỉ được tìm thấy ở Tunisia. Môi trường sống tự nhiên của chúng là suối nước ngọt. Tình trạng bảo tồn của nó hiện chưa đủ thông tin.
The taxonomy và systematics of the Maghreb barbs are subject to considerable dispute. Some authors consider B. antinorii a distinct species, while others include it ở Algerian Barb (B. callensis).